# Square Enix

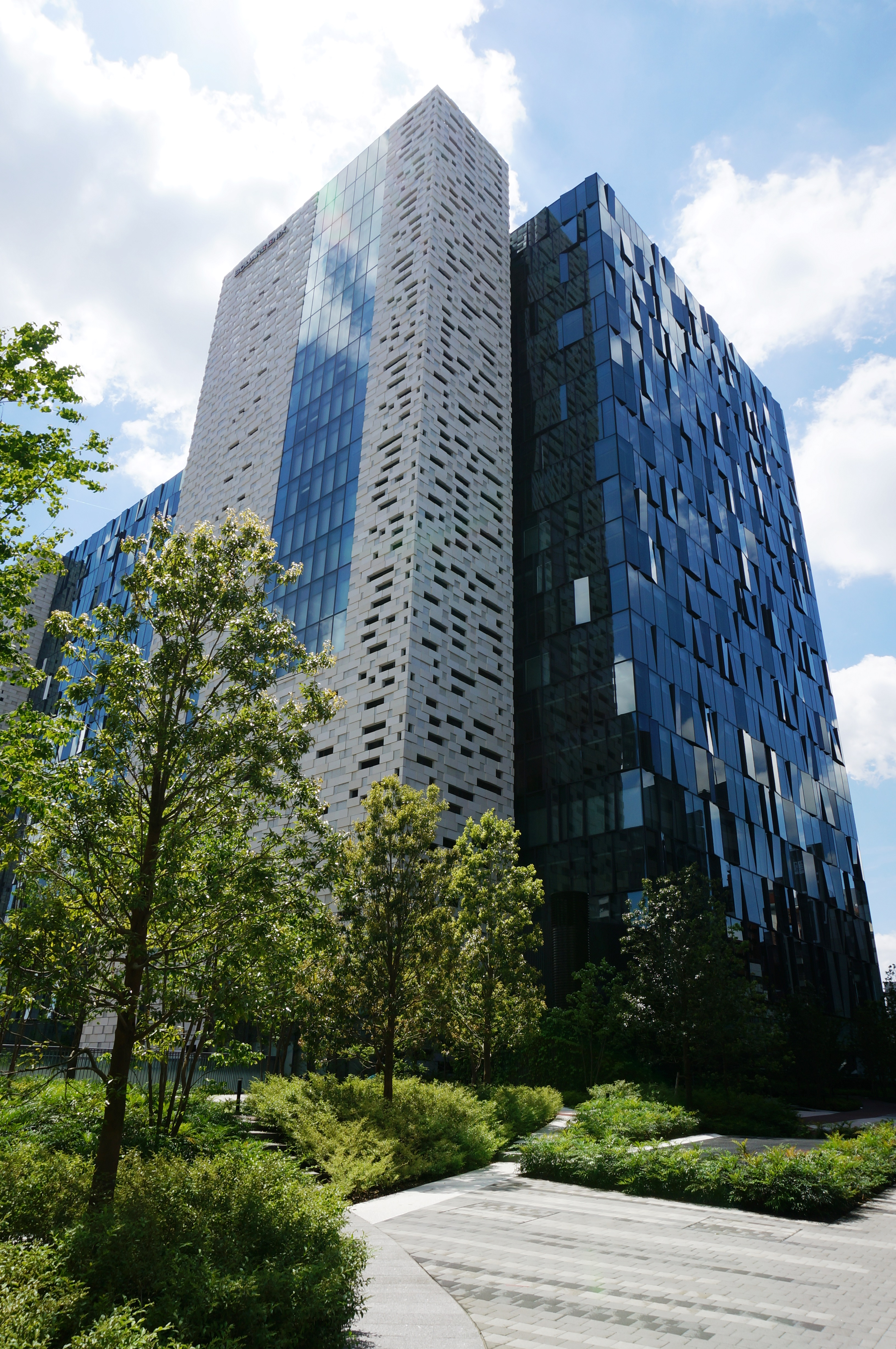
Firmenhauptsitz in Tokio, 2013

Square Enix Co., Ltd. (jap. 株式会社スクウェア・エニックス, Kabushiki-gaisha Sukuwea Enikkusu, engl. Square Enix Company, Limited) ist ein japanischer Hersteller von Videospielen und Mangas. Square Enix wurde bekannt durch seine Konsolenrollenspiele, darunter die Serien Final Fantasy, Dragon Quest und Kingdom Hearts.
Die Holdinggesellschaft Square Enix Holdings (株式会社スクウェア・エニックス・ホールディングス, Kabushiki-gaisha Sukuwea Enikkusu Hōrudingusu), zu der Square Enix, Taito und weitere Unternehmen gehören hat konsolidiert über 3000 Mitarbeiter und setzte im Geschäftsjahr bis März 2014 155 Milliarden Yen (1,21 Mrd. Euro) um.

## Geschichte
Square Enix entstand am 1. April 2003 aus der Fusion der Entwicklerstudios Square und Enix. Obwohl Square offiziell in Enix aufging, übernahmen etliche hochrangige Square-Mitarbeiter Führungsposition in dem neuen Unternehmen, darunter auch der Square-Präsident Yōichi Wada, welcher zum Präsidenten von Square Enix ernannt wurde.
Square Enix unterhält einige regionale Unternehmen, darunter Square Enix, Inc. (zuständig für Nordamerika) und Square Enix Ltd. (zuständig für Europa und andere PAL-Gebiete). Im Juli 2003 bezog Square Enix Hauptquartier in Yoyogi, Shibuya-ku, Tokio. Im März 2004 erwarb Square Enix UIEvolution, Inc. um sich weiter auf dem Markt der drahtlosen Kommunikation zu etablieren. Im Januar 2005 gründete Square Enix in Peking, China, Square Enix (China) Co., Ltd. als Tochterunternehmen. Am 22. August 2005 erklärte Square Enix, die Taito, bekannt für Arcade-Spiele wie Space Invaders und Bubble Bobble, aufkaufen zu wollen. Am 28. September 2005 wurde Taito komplett von Square Enix absorbiert.
Zum 1. Oktober 2008 führte das Unternehmen das Holdingssystem ein. Daher wurde die K.K. Square Enix in die K.K. Square Enix Holdings umbenannt und anschließend die Spiele-, Inhalts- und Verlagssparte als neues Unternehmen K.K. Square Enix wieder ausgegründet, wobei es sich mit der Holding die Unternehmensleitung und Büros teilt.
Im September 2008 beabsichtigte Square Enix, den japanischen Spieleentwickler Tecmo zu übernehmen, scheiterte allerdings mit dem Versuch. Im Februar 2009 gab Square Enix ein Übernahmeangebot für Eidos, plc (zuvor SCi Entertainment) und dessen Tochterunternehmen Eidos Interactive ab. Zum Unternehmen gehörten auch die Entwicklerstudios Crystal Dynamics (Tomb Raider), IO Interactive (Hitman) und Eidos Montreal (Deus Ex, Thief). Square Enix bot demnach 84,3 Millionen britische Pfund (etwa 93,2 Millionen Euro) für den westlichen Publisher. Die Eidos-Aktionäre nahmen das Angebot am 27. März 2009 an und besiegelten die Übernahme. Eidos wurde mit der Europazentrale von Square Enix zu Square Enix Europe zusammengelegt, unter Leitung des vorherigen Eidos-Geschäftsführers Phil Rogers.
Im April 2010 stellte Square Enix in der japanischen Famitsu erstmals ein neues Spiele Label namens Square Enix Extreme Edge vor. In diesem Label sollen fortan Spiele von Square Enix erscheinen, die ein erhöhtes Gewaltpotential haben und in Japan lediglich eine Freigabe ab 17 Jahren aufwärts erhalten. Dies trifft insbesondere auf Spiele des ehemaligen Publishers Eidos zu, die Square Enix seit der Übernahme selbst in Japan vertreibt.
Im März 2013 musste Square Enix bei seinem Jahresabschlussbericht außergewöhnlich hohe Verluste bekannt geben. Unter anderem hatten die Titel Sleeping Dogs, Hitman: Absolution und Tomb Raider ihre Umsatzziele verfehlt, statt 3,5 Milliarden Yen belief sich die Bilanz auf ein Minus von 13,5 Milliarden Yen. In Folge trat Square-Enix-Geschäftsführer Yoichi Wada von seinem Posten zurück. Wada begründete seinen Rücktritt damit, dem Unternehmen so die dringend notwendigen Umstrukturierungsmaßnahmen ermöglichen zu können. Sein Nachfolger wurde Yosuke Matsuda.
Im April 2014 entschied sich Sony, ehemals drittgrößter Aktionär von Square Enix, seine verbliebenen Anteile am Konzern vollständig an den japanischen Investmentkonzern SMBC Nikko Securities abzustoßen.
Im Mai 2022 wurde berichtet, dass Square Enix die Spielestudios Crystal Dynamics, Eidos-Montréal und Square Enix Montréal an die Embracer Group für 300 Millionen US-Dollar verkauft. Mit dem Verkauf wechseln auch Verlagsrechte zu 50 bereits erschienenen Videospielen und bekannten Gaming-Franchises (darunter u. a. Tomb Raider, Deus Ex, Thief und Legacy of Kain).

## Unternehmenseinheiten
- Square Enix Co., Ltd. (Shinjuku, Tokio)
- Square Enix, Inc. (El Segundo, USA)
- Square Enix Ltd., meist Square Enix Europe bezeichnet (London)
  - Beautiful Game Studios (London)
  - Crystal Dynamics (San Francisco)
  - Eidos Montreal
  - Eidos Shanghai
  - IO Interactive (Kopenhagen)
  - Square Enix Montreal
- Square Enix (China) Co., Ltd. (Peking)
- Square Enix Mobile (Hokkaido)
- Taito (Shinjuku, Tokio)
- Shinra Technologies, Inc. (Shinjuku, Tokio & New York), Cloud-Gaming-Service[14]
- Smile-Lab Co., Ltd. (Shibuya, Tokio)

Daneben tritt auch Visual Works, eine auf CGI-Filmproduktionen spezialisierte Abteilung von Square Enix Japan, öffentlich in Erscheinung. Sie wurde ursprünglich als Square Visual Works gegründet und produziert Trailer und vorgerenderte Zwischensequenzen für die Computerspiele der gesamten Square-Enix-Gruppe. Das Studio war außerdem für die Produktion des CGI-Spielfilms Final Fantasy VII: Advent Children verantwortlich.

## Produkte

### Computer- und Videospiele
Square Enix’ größtes Kapital sind ihre Videospiele. Die Spielserie Dragon Quest gilt weitläufig als beliebteste in Japan und belegt regelmäßig die Spitze der japanischen Verkaufscharts. Von den weltweit insgesamt 43 Millionen verkauften Einheiten des Franchise, wurden 40 Millionen in Japan verkauft. Im Gegensatz dazu gilt das Final-Fantasy-Franchise als Square Enix’ wichtigste Anlage und ist das mit über 80 Millionen Einheiten weltweit am meisten verkaufte Square-Enix-Franchise. Ein weiteres Franchise ist die zusammen mit Disneys Buena Vista Interactive entwickelte Kingdom-Hearts-Serie.
Square Enix hat Spiele für die Sony PlayStation 2, PlayStation 3, PlayStation 4, Nintendos Wii und GameCube, Game Boy Advance, Nintendo DS, Nintendo 3DS, Nintendo Switch, PlayStation Portable, die Microsoft Xbox 360 und Xbox One veröffentlicht. Neben Spielen für Microsoft Windows, hat Square Enix auch Spiele für diverse Handy-Modelle veröffentlicht.
25 Spiele von Square Enix wurden von den Famitsu-Lesern unter die 100 besten Spiele gewählt, sieben davon unter die ersten Zehn.

#### Videospiele und -serien
- Lolita Syndrome - Enix, 1983
- Dragon Quest – von Enix, etabliert auf dem Famicom 1986
- Final Fantasy – von Square, etabliert auf dem Famicom 1987
- Itadaki Street (nur Japan) – von Enix, etabliert auf dem Famicom 1988
- SaGa – von Square, etabliert auf dem Game Boy 1989
- Seiken Densetsu („Mana“-Serie außerhalb Japans) – von Square, etabliert auf dem Game Boy 1991
- Chrono Trigger – von Square, etabliert auf dem Super Famicom 1995
- Front Mission – von Square, etabliert auf dem Super Famicom 1995
- Star Ocean – von Enix, etabliert auf dem Super Famicom 1995
- Terranigma – von Enix (1995)
- Drakengard (2003)
- Kingdom Hearts (2002)
- Parasite Eve
- The Last Remnant
- The World Ends with You
- Nier
- Just Cause 2 (2010)
- Kane & Lynch 2: Dog Days (Vertriebsrechte im Jahr 2022 verkauft[13])
- Sleeping Dogs
- Hitman (Vertriebsrechte im Zuge der Unabhängigkeit von IO Interactive verloren)
- Deus Ex (Vertriebsrechte im Jahr 2022 verkauft[13])
- Tomb Raider (Vertriebsrechte im Jahr 2022 verkauft[13])
- Thief (Vertriebsrechte im Jahr 2022 verkauft[13])
- Life Is Strange (Computerspielreihe)
- Just Cause 3 (2015)
- Octopath Traveler (2018)
- Forgotton Anne (2018)
- Battalion 1944 (2018)
- Babylon’s Fall (März 2022-Februar 2023)

### Film
- Final Fantasy VII: Advent Children ist ein computeranimierter Film, welcher auf dem erfolgreichen PlayStation-Spiel Final Fantasy VII basiert.
- Kingsglaive: Final Fantasy XV
- Tomb Raider (2018)

### Manga
Square Enix hat von Enix das Manga-Imprint Gangan Comics übernommen. Dieses publiziert lediglich für den japanischen Markt, unter anderem die Manga-Anthologie Gekkan Shōnen Gangan. Zu den von Gangan Comics veröffentlichten Titeln gehören Detektiv Loki, Fullmetal Alchemist, Akame ga Kill!, Kingdom Hearts, Nagasarete Airantō, Shao, die Mondfee, Soul Eater, Spiral – Gefährliche Wahrheit und The Royal Tutor.
Im Herbst 2010 wurde ein Digitalvertrieb für Mangas in Nordamerika und Frankreich mit unterschiedlichen Angeboten gestartet. Der nordamerikanischen Vertrieb entsteht dabei in Zusammenarbeit mit Viz Media und Yen Press. 2019 kam eine Vereinbarung mit Penguin Random House zustande, durch die Mangas, aber auch Romane und Artbooks, von Square Enix seit Herbst 2019 direkt in den USA veröffentlicht werden.